# Wilcze (powiat myśliborski)
Wilcze – kolonia w Polsce położona w województwie zachodniopomorskim, w powiecie myśliborskim, w gminie Barlinek.
W latach 1975–1998 miejscowość administracyjnie należała do województwa gorzowskiego.